# Greg Smith (koszykówka)
Gregory Darnell „Greg” Smith (ur. 28 czerwca 1947 w Princeton) – amerykański koszykarz, występujący na pozycji niskiego skrzydłowego, mistrz NBA z 1971.

## Osiągnięcia

### NCAA
- Uczestnik rozgrywek:
  - Sweet 16 turnieju NCAA (1966)
  - turnieju NCAA (1967, 1968)
- Mistrz:
  - sezonu regularnego konferencji Ohio Valley (OVC – 1966, 1967)
  - turnieju OVC (1966)

### NBA
- Mistrz NBA (1971)[1]